# Nokia Lumia 1320
Nokia Lumia 1320 là một điện thoại thông minh kiểu phablet mới trong dòng Lumia được phát triển bởi Nokia và chạy hệ điều hành Windows Phone 8. Nó đã được công bố tại sự kiện Nokia World vào ngày 22 tháng 10 năm 2013. Nó đã được phát hành tại châu Á trong quý đầu tiên của năm 2014, bao gồm cả phát hành tại Ấn Độ trong tháng 1 năm 2014. Nó có màn hình 6 inch (150 mm) ClearBlack IPS LCD, khiến nó trở thành chiếc điện thoại Windows có màn hình lớn nhất cùng với Nokia Lumia 1520.

## Các phiên bản
| Phiên bản                      | RM-994                                        | RM-995                                            | RM-996                                     |
| ------------------------------ | --------------------------------------------- | ------------------------------------------------- | ------------------------------------------ |
| Các quốc gia                   | Toàn cầu                                      | Hoa Kỳ                                            | TBA                                        |
| Nhà mạng/Nhà cung cấp          | Toàn cầu                                      | TBA                                               | TBA                                        |
| 2G                             | GSM/EDGE 4 dải tần (850/900/1800/1900 MHz)    | GSM/EDGE 4 dải tần (850/900/1800/1900 MHz)        | GSM/EDGE 4 dải tần (850/900/1800/1900 MHz) |
| 3G                             | HSPA+ 3 dải tần 1, 5/6, 8 (850/900/2100 MHz)  | HSPA+ 4 dải tần 1, 4, 5/6 (850/AWS/1900/2100 MHz) | HSPA+ 2 dải tần 1, 8 (900/2100 MHz)        |
| 4G                             | LTE 3 dải tần 3, 7, 20 (800/1800/2600 MHz)    | LTE 4 dải tần 2, 4, 5, 17 (700/850/1700/1900 MHz) | Không                                      |
| Tốc độ tải về/tải lên cao nhất | LTE: 100/50 Mbit/s DC-HSPA+: 42.2/5.76 Mbit/s | LTE: 100/50 Mbit/s DC-HSPA+: 42.2/5.76 Mbit/s     | HSPA+: 21/5.76 Mbit/s                      |